# Pallacanestro CUS Chieti
Maillots
Le Pallacanestro CUS Chieti est un club italien féminin de basket-ball appartenant à la LegA Basket Femminile, soit le plus haut niveau du championnat italien de 2012 à 2014. Le club est basé dans la ville de Chieti, dans la province de Chieti, dans les Abruzzes.

## Historique
Le club a été nommé Cus Chieti jusque 2005, Cari Chieti en 2005-2006, Caffe Mokambo Chieti de 2006 à 2009, puis depuis 2009 C.U.S. Chieti.
- 2006-2007 : 1er en Série B1[1]
- 2007-2008: 3e en Série A2
- 2008-2009 : 9e en Série A2
- 2009-2010 : 9e en Série A2
- 2010-2011 : 1er en Série A2, Finaliste
- 2011-2012 : 3e en Série A2, Champion Série A2 sud
- 2012-2013 : Série A1
- 2013-2014 : Série A1

## Effectif 2012-2013
Entraîneur :  Giuseppe Caboni
Assistant :  Franco Ghilardi
| Numéro | Nom                  | Taille (m) | Poste   | Née le | Nationalité           |
| 4      | Giulia Pasqualin     | 1,77       | arrière | 1991   | Italie                |
| 6      | Viola Diodati        | 1,72       | meneuse | 1991   | Italie                |
| 7      | Chiara De Luca       | 1,72       | arrière | 1984   | Italie                |
| 8      | Jazmine Sepulveda    | 1,78       | arrière | 1985   | États-Unis Porto Rico |
| 10     | Jefimija Karakasevic | 1,91       | pivot   | 1989   | Serbie                |
| 11     | Kamilė Nacickaitė    | 1,80       | arrière | 1989   | Lituanie              |
| 12     | Elisa Silva          | 1,92       | pivot   | 1988   | Italie                |
| 13     | Debora Gonzalez      | 1,69       | meneuse | 1990   | Argentine             |
| 14     | Valentina Gatti      | 1,91       | pivot   | 1988   | Italie                |
| 15     | Pamela Rosanio       | 1,78       | arrière | 1986   | États-Unis            |
| 20     | Natasha David        | 1,88       | ailière | 1991   | Italie Argentine      |